# Тихолоз Наталія Богданівна
Ната́лія Богда́нівна Тихоло́з (до шлюбу Калита; нар. 23 листопада 1978, м. Миколаїв, Україна) — українська літературознавиця, франкознавиця; директорка Інституту франкознавства Львівського національного університету імені Івана Франка (з 2023 р.). Співавторка і головна редакторка науково-просвітницького інтернет-проєкту ФРАНКО: НАЖИВО / FRANKO: LIVE © (разом із Богданом Тихолозом). Кандидатка філологічних наук (з 2004), старша наукова співробітниця (з 2010). Докторантка кафедри української літератури імені академіка Михайла Возняка Львівського національного університету імені Івана Франка (з 2023). Членкиня Національної спілки журналістів України (з 2014), Наукового товариства імені Шевченка (з 2016).

## Біографія
Наталія Калита народилася 23 листопада 1978 року в місті Миколаєві Львівської області.
Закінчила філологічний факультет Львівського національного університету імені Івана Франка (2000) та аспірантуру у Львівському відділенні Інституту літератури ім. Т. Г. Шевченка НАН України (2003).
2004 р. захистила кандидатську дисертацію «Жанрові модифікації казки у творчості Івана Франка» зі спеціальності 10.01.01 — українська література.
З 2000 по 2016 р.р. працювала у Львівському відділенні Інституту літератури ім. Т. Г. Шевченка НАН України (з 2011 р. — Інститут Івана Франка НАН України) на посадах старшої лаборантки (2000), молодшої наукової співробітниці (2003—2006 р.р.), наукової співробітниці (2006—2007 р.р.), старшої наукової співробітниці (2007—2016 р.р.).
З 2011 р. — асистентка, з 2013 р.  по 2023 р. — доцентка кафедри української преси факультету журналістики Львівського національного університету імені Івана Франка.
З 16 січня 2023 р. — директорка Інституту франкознавства Львівського національного університету імені Івана Франка.
Одружена. Чоловік — Тихолоз Богдан Сергійович, кандидат філологічних наук, директор Львівського національного літературно-меморіального музею Івана Франка.

## Проблематика досліджень
Сфера наукових зацікавлень — франкознавство, історія української класичної літератури XIX ст., генологія, теорія літературної казки, літературна фамілістика та біографістика.
У центрі літературознавчих досліджень Наталії Тихолоз — проблеми текстології, біографії та інтерпретації творчості Івана Франка, зокрема його казкотворчість, міфопоетика, родинне оточення.
Наталія Тихолоз — авторка понад 170 праць різних жанрів (монографій, статей, тез, повідомлень тощо), упорядниця та публікаторка архівних матеріалів, текстів класичного письменства, публіцистики та мемуаристики.

## Основні праці

### Наукові монографії

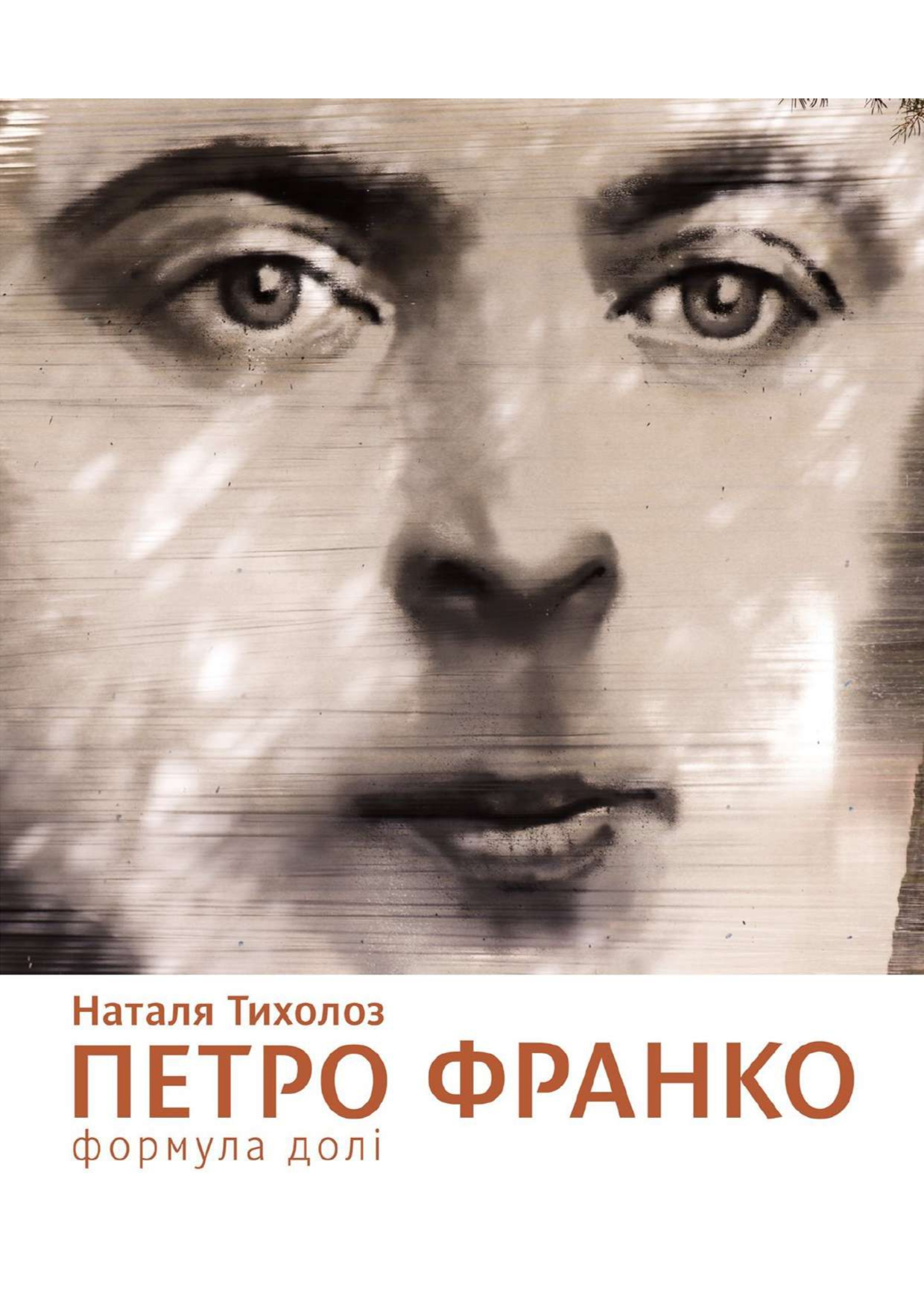
Наталя Тихолоз. Петро Франко: Формула долі (Життєпис на тлі доби)

1. Наталя Тихолоз. Петро Франко: Формула долі (Життєпис на тлі доби)Казкотворчість Івана Франка (генологічні аспекти) / Відп. ред. Є. К. Нахлік. — Львів: [Львівське відділення Інституту літератури ім. Т. Г. Шевченка НАН України], 2005. — 316 с. — (Франкознавча серія. Вип. 6). ISBN 966-02-3395-7
2. Ізмарагди Франкового казкосвіту: Літературознавче дослідження. — Київ: Веселка, 2006. — 47 с. — (Урок літератури). ISBN 966-01-0407-3
3. Міфопоетичні образи в художньому світі Івана Франка: (Ейдологічні нариси) / К. І. Дронь, Б. С. Тихолоз, Н. Б. Тихолоз, А. І. Швець; За наук. ред. Б. С. Тихолоза; НАН України. Львівське відділення Інституту літератури ім. Т. Г. Шевченка. — Львів, 2007. — 336 с. — (Франкознавча серія. Вип. 11). ISBN 978-966-02-4600-3[4]
4. Стереометрія тексту: Студії над поетичними творами Івана Франка: [Колективна монографія] / М. М. Барабаш, В. В. Неборак, Б. С. Тихолоз, Н. Б. Тихолоз; Упорядник та наук. ред. Б. С. Тихолоз; НАН України; Львівське відділення Інституту літератури ім. Т. Г. Шевченка. — Львів, 2010. — 288 с. — (Франкознавча серія. Вип. 14). ISBN 978-966-02-5531-9[5]
5. Петро Франко: Формула долі. (Життєпис на тлі доби): монографія / Наталя Тихолоз. — Львів: [Львівський національний літературно-меморіальний музей Івана Франка], 2021.  — 288 с., іл.  — (Серія «Бібліотека Дому Франка». Вип. 8.).

### Упорядкування та наукова публікація текстів (окремі видання)
1. Semper magister et semper tiro: Іван Франко та Осип Маковей / Упорядкування, передмова, коментарі та пояснення слів Н. Тихолоз; відп. та літ. ред. Є. Нахлік. — Львів: [Львівське відділення Інституту літератури ім. Т. Г. Шевченка НАН України], 2007. — 172 с.— (Серія: «Літературні пам'ятки». Вип. 6). ISBN 978-966-02-4238-8[6] Semper magister et semper tiro: Іван Франко та Осип Маковей (Львів, 2007). Обкладинка Андрія Лесіва та Романи Романишин

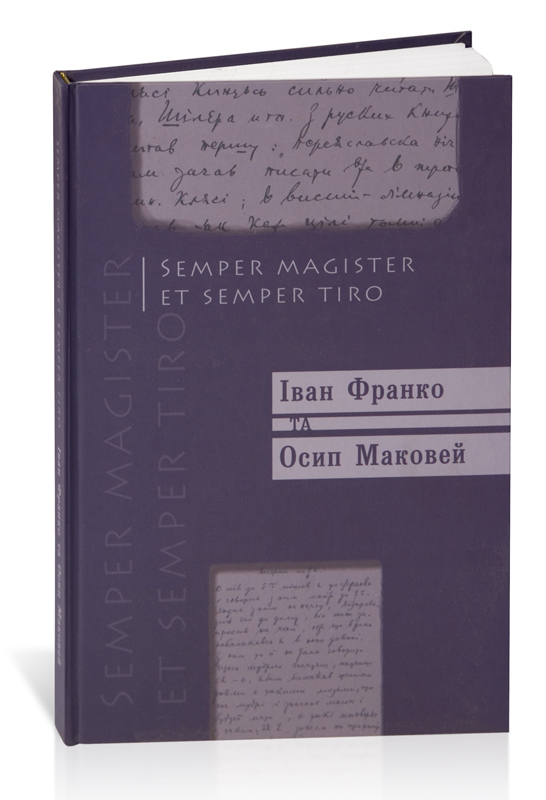
Semper magister et semper tiro: Іван Франко та Осип Маковей (Львів, 2007). Обкладинка Андрія Лесіва та Романи Романишин

2. Франко І. Додаткові томи до зібрання творів у п'ятдесяти томах. — Київ: Наукова думка, 2008. — Т. 53. — С. 7—15, 26—44, 67—110, 113—116, 123—126, 128—132, 137, 143—147, 151—153, 170—173, 380—383, 413—418, 429—453, 560—572, 594, 613—615 [Упорядкування текстів]; С. 620—623, 628—633, 639—645, 647—648, 651—655, 660—661, 663—665, 667—669, 671—672, 737, 745—747, 751—753, 779—782, 793—794. [Коментарі][7].
3. Тарас Франко. Вибране / Тарас Франко ; упорядники Євген Баран, Наталя Тихолоз. — Том 1. — Івано-Франківськ: Видавець Сеньків М. Я., 2015. — 964 с.; Том 2. — Івано-Франківськ: Видавець Сеньків М. Я., 2015. — 760 с.
4. Андрій Франко. Найдорожчий помічник: творчий доробок / Передм., упоряд і коментарі Н. Тихолоз. — Львів: [Львівський національний літературно-меморіальний музей Івана Франка], 2017. — 248 с., іл. (Серія «Бібліотека Дому Франка». Вип. 1.)
5. В дорогу з Франком. Мандруймо Львівщиною / Ідея та упорядкування Богдан Тихолоз; вступ. слово Максим Козицький; наук. редактор Наталя Тихолоз. — Львів: [Львівський національний літературно-меморіальний музей Івана Франка], 2021. — 112 с. (Серія «Бібліотека Дому Франка». Вип. 9).

### Науково-популярні видання
1. Франко від А до Я / Тексти: Богдан Тихолоз, Наталя Тихолоз. Графічне опрацювання: Романа Романишин, Андрій Лесів. — Львів: Видавництво Старого Лева, 2016. — 72 с. ISBN 978-617-679-302-1
2. [Англ. мовою]: Franko from A to Z / Texts: Bohdan Tykholoz, Natalia Tykholoz; Graphic design: Romana Romanyshyn, Andriy Lesiv. — Lviv — Budapest — Vienna — Ljubljana — Zagreb, 2019. 64 p. (Серія «Бібліотека Дому Франка». Вип. 5).
3. [Нім. мовою]: Franko von A bis Z / Texte: Bohdan Tykholoz, Natalja Tykholoz; Graphisches Design: Romana Romanyschyn, Andrij Lesiv. — Lemberg — Budapest — Wien — Ljubljana — Zagreb, 2019. 64 S. (Серія «Бібліотека Дому Франка». Вип. 6).

### Вибрані статті
1. Попелюшка з чарівного замку, або Некоронована царівна жанрів: Казка як вид художньої словесності. Стаття перша: Від міфу до літератури (Генеза й історичні метаморфози казки) // Українська мова й література в середніх школах, гімназіях, ліцеях та колегіумах (далі УМЛСШГЛК). — 2002. — № 5. — С. 22—31; Стаття друга: Поліфонія жанру (Модифікації фольклорної та літературної казки) // УМЛСШГЛК. — 2002. — № 6. — С. 53—60.
2. «Як дітям мати, з любові…» (Етика і поетика Франкових казок) // Дивослово. — 2003. — № 11. — С. 2—6.
3. Казкові «арабески» Івана Франка: «Абу-Касимові капці» та «Коваль Бассім» // Дивослово. — 2004. — № 12. — С. 57—62.
4. Крутійська «одіссея» «рудого кардинала» («Лис Микита» Івана Франка: текст, підтекст, контекст, інтертекст) // Дивослово. — 2005. — № 2. — С. 58—63.
5. Від казки до анти-казки: казковість як компонент паратексту у творчості Івана Франка // Слово і час. — 2005. — № 4. — С. 18—25.
6. Філософські казки Івана Франка // Франкознавчі студії. — Дрогобич: Коло, 2005. — Випуск третій. — С. 286—310.
7. «Казка — не казка»: казковість як ейдологічна категорія у творчості Івана Франка // Записки Наукового товариства імені Шевченка. — Львів, 2005. — Т. 250: Праці філологічної секції. — С. 406—422.
8. Між сном і дійсністю: філософсько-сновізійні казки Івана Франка // УМЛСШГЛК. — 2006. — № 6. — С. 139—152.
9. Жанр та жанрова модифікація в лабіринті гносеологічних парадоксів // Українське літературознавство. — Львів: ЛНУ ім. І.Франка, 2006. — Вип. 67. — С. 169—183.
10. Поема Івана Франка «Лис Микита»: текст, підтекст, контекст, інтертекст // Ювілейний симпозіум Іван Франко (1856—1916) 150 років від дня народження (Факультет іноземних мов та літератур Бухарестського університету, 8—9 грудня 2006) / Упоряд. І. Рябошапки. — Бухарест, 2008. — С. 134—148.
11. «Той ліс — зразок ще первісного світа…» (Ліс у життєтворчості Івана Франка) // Іван Франко: дух, наука, думка, воля. Матеріали Міжнародної наукової конференції, присвяченої 150-річчю від дня народження Івана Франка (Львів, 27 вересня — 1 жовтня 2006 р.). — Львів, 2008. — Т. 1. — С. 660—676.
12. «…Ведені люблячою рукою мами…» (Виховні ідеали Ольги Франко) // Дзвін. — 2009. — № 8. — С. 101—120.
13. Виховання любов'ю (Педагогічні ідеали Ольги Франко). Стаття перша: «…Ведені люблячою рукою мами…» (Франчата у рідному домі: шляхи формування) // УМЛСШГЛК. — 2009. — № 5. — С. 86—95; Стаття друга: «Хто ми є і яка наша дорога» (основи національного виховання в родині Франків) // УМЛСШГЛК. — 2010. — № 5. — С. 82—91.
14. Згасла свічка Андрія Франка // Дзвін. — 2010. — № 8. — С. 113—121.

### Деякі інші праці, доступні он-лайн
- Жанрові модифікації казки у творчості Івана Франка: Автореф. дис… канд. філол. наук: 10.01.01 [Електронний ресурс] / Н. Б. Тихолоз; Львів. нац. ун-т ім. І.Франка. — Л., 2003. — 20 с. Режим доступу:
- Франкові казки для малят: етика і поетика // Українське літературознавство. — Львів: ЛНУ ім. І.Франка, 2006. — Вип. 68. — С. 144. — 152. Режим доступу: [недоступне посилання з липня 2019] або
- Між батьком та сином (Олекса Коваленко, Іван і Тарас Франки: дискурс взаємин) // Сіверянський літопис. — 2009. — № 2—3. — С. 183—205. Режим доступу:  [Архівовано 24 січня 2017 у Wayback Machine.]
- Причинки до історії взаємин Івана і Тараса Франків з Олексою Коваленком // Записки Наукового товариства імені Шевченка. — Львів, 2009. — Т. 257: Праці філологічної секції. — С. 623—651. Режим доступу: [недоступне посилання з липня 2019]
- Виховання любов'ю (Педагогічні ідеали Ольги Франко). Стаття перша: «…Ведені люблячою рукою мами…» (Франчата у рідному домі: шляхи формування) // Українська мова й література в середніх школах, гімназіях, ліцеях та колегіумах. — 2009. — № 5. — С. 86–95. Режим доступу:  [Архівовано 4 березня 2016 у Wayback Machine.]
- «Хто ми є і яка наша дорога» (основи національного виховання в родині Франків) (стаття друга із серії «Виховання любов'ю») // Українська мова й література в середніх школах, гімназіях, ліцеях та колегіумах. — 2010. — № 5. — С. 82–91. Режим доступу:  [Архівовано 22 жовтня 2014 у Wayback Machine.]
- Згасла свічка Андрія Франка // Дзвін. — 2010. — № 8. — С. 113—121. Режим доступу:  [Архівовано 9 травня 2016 у Wayback Machine.]

## Науково-просвітницька та експертна діяльність
- Учасниця науково-просвітницької телепрограми «Історична правда з Вахтангом Кіпіані»[8] на телеканалі «ZIK» у ролі наукового експерта, гості в студії (програма «Родинні традиції Франків»[9]).
- Учасниця (лектор) науково-просвітницьких заходів в рамках Міжнародного фестивалю мистецтв «Франко. Місія» (Львівська обл., 19—28 липня 2013 р.).
- 1 травня 2016 р. (на Великдень, оскільки перший вірш Івана Франка мав назву «Великдень року 1871») стартував авторський науково-просвітницький проект Наталі та Богдана Тихолозів ФРАНКО: НАЖИВО / FRANKO: LIVE © [Архівовано 12 жовтня 2016 у Wayback Machine.]. Мета проекту — "розповісти про живого Франка живою мовою для живих людей, …відкрити… Франка справжнього, цілісного і цікавого — «цілого чоловіка»[10].
- Експертка Українського культурного фонду (з 2021 р.)[11].

## Відзнаки, нагороди, премії
Лауреат премій:
- НАН України для молодих учених (2006; спільно з Б. С. Тихолозом та А. І. Швець)[12];
- ім. Соломії Павличко (2011);
- Премія імені Івана Франка у галузі інформаційної діяльності (2017);
- Львівська обласна премія в галузі культури, літератури, мистецтва, журналістики та архітектури у номінації «Літературознавство, сучасна літературна критика та переклади — імені Михайла Возняка» (за монографію «Петро Франко: Формула долі. (Життєпис на тлі доби)» (2021);
- ім. академіка Г. О. Костюка у галузі літературного джерелознавства й текстології (2021).

Книга Богдана та Наталі Тихолозів «Франко від А до Я» (графічне опрацювання — Творча майстерня Аґрафка: Романа Романишин, Андрій Лесів; Львів: Видавництво Старого Лева, 2016) посіла перше місце в рейтингу найкращих книг 23 «Форуму видавців у Львові» (2016) і здобула Ґран-прі Міжнародного фестивалю «Запорізька книжкова толока» (2016), а також отримала низку спеціальних відзнак.
Переможниця конкурсу Львівської міської ради в рамках програми грантової підтримки проектів, скерованих на дослідження культури України (2019) за проект «Різдво й Великдень у родині Франків на тлі мультикультурного Львова (історичні традиції й сучасна інтерпретація)» (спільно з Богданом Тихолозом).
Книга Наталі Тихолоз «Петро Франко: Формула долі. (Життєпис на тлі доби)» (Львів, 2021) увійшла до переліку переможців книжкового конкурсу BookForum Best Book Award-2021 в рамках 28-го «Форуму видавців у Львові» як найкраща книга року в номінації «Наукова література» з формулюванням: «за розкриття багаторівневої складної долі Петра Франка» і увійшла до укладеного українським ПЕНом списку найкращих книг 2021 року.

## Електронні ресурси
- Nataliia Tykholoz, Наталя Тихолоз — профіль у Google Академії [Архівовано 27 вересня 2021 у Wayback Machine.]
- Тихолоз Наталія Богданівна — доцент кафедри української преси ЛНУ ім. Івана Франка [Архівовано 27 вересня 2021 у Wayback Machine.]
- Тихолоз Наталія Богданівна — Інститут літератури НАН України
- Тихолоз Наталя  — авторка Видавництва Старого Лева
- Інформація про Наталю й Богдана Тихолозів на вебсторінці їх авторського інтернет-проекту ФРАНКО: НАЖИВО / FRANKO: LIVE © [Архівовано 27 вересня 2021 у Wayback Machine.]
- Іван Франко і Прикарпаття. Рекомендаційний бібліографічний покажчик [Архівовано 3 лютого 2012 у Wayback Machine.]
- Межва Л. Франко лежав без пам'яті, без сил. Урятував його від голоду старий служитель готелю [розмова з франкознавцями Наталею та Богданом Тихолозами]. Архів оригіналу за 6 лютого 2016. Процитовано 28 січня 2016.

## Профілі в наукометричних базах даних
- Наталя Тихолоз / Профіль в Academia.edu
- Тихолоз Наталія Богданівна / Науковці України

‎